# Équipe de Belgique des moins de 17 ans de football
Cet article traite de l'équipe masculine. Pour l'équipe féminine, voir Équipe de Belgique féminine de football des moins de 17 ans.
Maillots
Actualités
L'équipe de Belgique de football des moins de 17 ans, abrégée en U17, est constituée par une sélection des meilleurs joueurs belges de 17 ans ou moins sous l'égide de la Royal Belgian Football Association (RBFA).
L'UEFA organise chaque année un Championnat d’Europe pour les équipes des moins de 17 ans. Les U17 doivent passer par deux tours qualificatifs pour accéder à ce tournoi. Après un premier tour qualificatif, ils sont en lice pour le Tour Élite qui donne accès à la phase finale. Jusqu'en 2023, lors des années impaires, l'Euro U17 est également qualificatif pour la Coupe du monde des moins de 17 ans, organisée par la FIFA. À partir de 2025, la compétition devient annuelle.
L'âge limite pour jouer en U17 est de 17 ans à la date du début de la phase finale d'un Championnat d'Europe.

## Historique
En 1987, la Belgique remporte le Tournoi de Montaigu.
En 2015, les jeunes Belges terminent 3e de la Coupe du monde des moins de 17 ans organisée au Chili.
Le 29 janvier 2011, les Diablotins remportent le Tournoi international de Minsk U17, grâce à une victoire 3 buts à 1 face à la Serbie.

## Résultats de l'équipe de Belgique des moins de 17 ans

### Palmarès
- Championnat d'Europe des moins de 16 ans, puis U17[a] :
  - Demi-finale[b] : 2007, 2015, 2018 et 2025.
- Coupe du monde des moins de 17 ans : 
  -  Troisième : 2015.
- Coupe Syrenka (pl)[2] :
  - Finaliste : 2018.
  - Troisième : 2002, 2003 et 2017.
- Championnat nordique des moins de 17 ans (en)[3] :
  - Finaliste : 2007.
- Tournoi de Minsk des moins de 17 ans (en)[4] :
  - Vainqueur : 2011 et 2013.
  - Finaliste : 2010.

### Parcours en Championnat d'Europe des moins de 17 ans

#### Moins de 16 ans (1982-2001)
L'équipe belge des moins de 16 ans a participé à huit reprises à la phase finale du Championnat d'Europe des moins de 16 ans, six fois via les qualifications et une fois en tant que pays organisateur. Sa meilleure performance dans la compétition est un quart de finale, atteinte à trois occasions en 1993, en 1995 et en 1997.
| Phase finale | Phase finale     | Phase finale  | Phase finale  | Phase finale  | Phase finale  | Phase finale  | Phase finale  | Phase finale  |                   | Phase qualificative | Phase qualificative | Phase qualificative | Phase qualificative | Phase qualificative | Phase qualificative | Phase qualificative |
| Édition      | Résultat         | Classement    | J             | G             | N             | P             | BP            | BC            | Class.            | J                   | G                   | N                   | P                   | BP                  | BC                  |                     |
| ------------ | ---------------- | ------------- | ------------- | ------------- | ------------- | ------------- | ------------- | ------------- | ----------------- | ------------------- | ------------------- | ------------------- | ------------------- | ------------------- | ------------------- | ------------------- |
| 1982         | Non qualifiée    | Non qualifiée | Non qualifiée | Non qualifiée | Non qualifiée | Non qualifiée | Non qualifiée | Non qualifiée | 2/4               | 6                   | 2                   | 3                   | 1                   | 4                   | 5                   |                     |
| 1984         | Non qualifiée    | Non qualifiée | Non qualifiée | Non qualifiée | Non qualifiée | Non qualifiée | Non qualifiée | Non qualifiée | 3/4               | 6                   | 2                   | 1                   | 3                   | 7                   | 11                  |                     |
| 1985         | Non qualifiée    | Non qualifiée | Non qualifiée | Non qualifiée | Non qualifiée | Non qualifiée | Non qualifiée | Non qualifiée | 3/3               | 4                   | 1                   | 1                   | 2                   | 3                   | 5                   |                     |
| 1986         | Non qualifiée    | Non qualifiée | Non qualifiée | Non qualifiée | Non qualifiée | Non qualifiée | Non qualifiée | Non qualifiée | 2/2               | 2                   | 0                   | 1                   | 1                   | 1                   | 3                   |                     |
| 1987         | Non qualifiée    | Non qualifiée | Non qualifiée | Non qualifiée | Non qualifiée | Non qualifiée | Non qualifiée | Non qualifiée | 2/2               | 2                   | 0                   | 0                   | 2                   | 0                   | 3                   |                     |
| 1988         | Phase de groupes | 9e            | 3             | 1             | 0             | 2             | 2             | 3             | 1/2               | 2                   | 2                   | 0                   | 0                   | 6                   | 0                   |                     |
| 1989         | Non qualifiée    | Non qualifiée | Non qualifiée | Non qualifiée | Non qualifiée | Non qualifiée | Non qualifiée | Non qualifiée | 2/3               | 4                   | 2                   | 0                   | 2                   | 6                   | 6                   |                     |
| 1990         | Phase de groupes | 12e           | 3             | 0             | 1             | 2             | 1             | 4             | 1/2               | 2                   | 1                   | 1                   | 0                   | 2                   | 1                   |                     |
| 1991         | Non qualifiée    | Non qualifiée | Non qualifiée | Non qualifiée | Non qualifiée | Non qualifiée | Non qualifiée | Non qualifiée | 2/2               | 2                   | 0                   | 1                   | 1                   | 1                   | 4                   |                     |
| 1992         | Non qualifiée    | Non qualifiée | Non qualifiée | Non qualifiée | Non qualifiée | Non qualifiée | Non qualifiée | Non qualifiée | 2/2               | 2                   | 0                   | 0                   | 2                   | 1                   | 5                   |                     |
| 1993         | Quart de finale  | 6e            | 4             | 1             | 3             | 0             | 3             | 2             | 1/2               | 2                   | 1                   | 0                   | 1                   | 3                   | 2                   |                     |
| 1994         | Phase de groupes | 10e           | 3             | 1             | 0             | 2             | 3             | 7             | 1/2               | 2                   | 2                   | 0                   | 0                   | 7                   | 0                   |                     |
| 1995         | Quart de finale  | 5e            | 4             | 2             | 1             | 1             | 7             | 2             | Pays organisateur | Pays organisateur   | Pays organisateur   | Pays organisateur   | Pays organisateur   | Pays organisateur   | Pays organisateur   |                     |
| 1996         | Non qualifiée    | Non qualifiée | Non qualifiée | Non qualifiée | Non qualifiée | Non qualifiée | Non qualifiée | Non qualifiée | 3/3               | 2                   | 0                   | 0                   | 2                   | 0                   | 4                   |                     |
| 1997         | Quart de finale  | 5e            | 4             | 3             | 0             | 1             | 7             | 1             | 1/3               | 2                   | 2                   | 0                   | 0                   | 6                   | 2                   |                     |
| 1998         | Non qualifiée    | Non qualifiée | Non qualifiée | Non qualifiée | Non qualifiée | Non qualifiée | Non qualifiée | Non qualifiée | 3/3               | 2                   | 0                   | 0                   | 2                   | 1                   | 3                   |                     |
| 1999         | Non qualifiée    | Non qualifiée | Non qualifiée | Non qualifiée | Non qualifiée | Non qualifiée | Non qualifiée | Non qualifiée | 2/3               | 2                   | 1                   | 0                   | 1                   | 9                   | 4                   |                     |
| 2000         | Non qualifiée    | Non qualifiée | Non qualifiée | Non qualifiée | Non qualifiée | Non qualifiée | Non qualifiée | Non qualifiée | 3/3               | 2                   | 0                   | 0                   | 2                   | 1                   | 7                   |                     |
| 2001         | Phase de groupes | 9e            | 3             | 2             | 0             | 1             | 4             | 6             | 1/3               | 2                   | 1                   | 1                   | 0                   | 1                   | 0                   |                     |
| Total        | 7/19             |               | 24            | 10            | 5             | 9             | 27            | 25            |                   | 48                  | 17                  | 9                   | 22                  | 59                  | 65                  |                     |

#### Moins de 17 ans (depuis 2002)
L'équipe belge des moins de 17 ans a participé à huit reprises à la phase finale du Championnat d'Europe des moins de 17 ans, sept fois via les qualifications et une fois en tant que pays organisateur. Sa meilleure performance dans la compétition est une demi-finale, atteinte à quatre occasions en 2007, en 2015, en 2018 et en 2025.
| Phase finale | Phase finale                                          | Phase finale                                          | Phase finale                                          | Phase finale                                          | Phase finale                                          | Phase finale                                          | Phase finale                                          | Phase finale                                          |                   | Phase qualificative | Phase qualificative | Phase qualificative | Phase qualificative | Phase qualificative | Phase qualificative | Phase qualificative | Phase qualificative | Phase qualificative | Phase qualificative | Phase qualificative | Phase qualificative | Phase qualificative | Phase qualificative | Phase qualificative |
| Phase finale | Phase finale                                          | Phase finale                                          | Phase finale                                          | Phase finale                                          | Phase finale                                          | Phase finale                                          | Phase finale                                          | Phase finale                                          | Premier tour      | Premier tour        | Premier tour        | Premier tour        | Premier tour        | Premier tour        | Premier tour        |                     | Tour élite          | Tour élite          | Tour élite          | Tour élite          | Tour élite          | Tour élite          | Tour élite          |                     |
| Édition      | Stade                                                 | Position                                              | J                                                     | G                                                     | N                                                     | P                                                     | BP                                                    | BC                                                    | Pos               | J                   | G                   | N                   | P                   | BP                  | BC                  | Pos                 | J                   | G                   | N                   | P                   | BP                  | BC                  |                     |                     |
| ------------ | ----------------------------------------------------- | ----------------------------------------------------- | ----------------------------------------------------- | ----------------------------------------------------- | ----------------------------------------------------- | ----------------------------------------------------- | ----------------------------------------------------- | ----------------------------------------------------- | ----------------- | ------------------- | ------------------- | ------------------- | ------------------- | ------------------- | ------------------- | ------------------- | ------------------- | ------------------- | ------------------- | ------------------- | ------------------- | ------------------- | ------------------- | ------------------- |
| 2002         | Non qualifiée                                         | Non qualifiée                                         | Non qualifiée                                         | Non qualifiée                                         | Non qualifiée                                         | Non qualifiée                                         | Non qualifiée                                         | Non qualifiée                                         | 2/4               | 3                   | 2                   | 0                   | 1                   | 4                   | 3                   | Pas d'application   | Pas d'application   | Pas d'application   | Pas d'application   | Pas d'application   | Pas d'application   | Pas d'application   | Pas d'application   |                     |
| 2003         | Non qualifiée                                         | Non qualifiée                                         | Non qualifiée                                         | Non qualifiée                                         | Non qualifiée                                         | Non qualifiée                                         | Non qualifiée                                         | Non qualifiée                                         | 2/4               | 3                   | 2                   | 1                   | 0                   | 9                   | 3                   | 2/4                 | 3                   | 2                   | 0                   | 1                   | 3                   | 4                   |                     |                     |
| 2004         | Non qualifiée                                         | Non qualifiée                                         | Non qualifiée                                         | Non qualifiée                                         | Non qualifiée                                         | Non qualifiée                                         | Non qualifiée                                         | Non qualifiée                                         | 1/4               | 3                   | 3                   | 0                   | 0                   | 13                  | 2                   | 2/4                 | 3                   | 1                   | 1                   | 1                   | 2                   | 3                   |                     |                     |
| 2005         | Non qualifiée                                         | Non qualifiée                                         | Non qualifiée                                         | Non qualifiée                                         | Non qualifiée                                         | Non qualifiée                                         | Non qualifiée                                         | Non qualifiée                                         | 4/4               | 3                   | 0                   | 2                   | 1                   | 2                   | 4                   | Non qualifiée       | Non qualifiée       | Non qualifiée       | Non qualifiée       | Non qualifiée       | Non qualifiée       | Non qualifiée       |                     |                     |
| 2006         | Phase de groupes                                      | 4/4                                                   | 3                                                     | 0                                                     | 1                                                     | 2                                                     | 2                                                     | 8                                                     | 1/4               | 3                   | 1                   | 2                   | 0                   | 5                   | 4                   | 1/4                 | 3                   | 2                   | 1                   | 0                   | 9                   | 3                   |                     |                     |
| 2007         | Demi-finale                                           | 2/4                                                   | 4                                                     | 1                                                     | 3                                                     | 0                                                     | 9                                                     | 5                                                     | Pays organisateur | Pays organisateur   | Pays organisateur   | Pays organisateur   | Pays organisateur   | Pays organisateur   | Pays organisateur   | Pays organisateur   | Pays organisateur   | Pays organisateur   | Pays organisateur   | Pays organisateur   | Pays organisateur   | Pays organisateur   | Pays organisateur   |                     |
| 2008         | Non qualifiée                                         | Non qualifiée                                         | Non qualifiée                                         | Non qualifiée                                         | Non qualifiée                                         | Non qualifiée                                         | Non qualifiée                                         | Non qualifiée                                         | 2/4               | 3                   | 2                   | 0                   | 1                   | 5                   | 1                   | 3/4                 | 3                   | 1                   | 1                   | 1                   | 6                   | 7                   |                     |                     |
| 2009         | Non qualifiée                                         | Non qualifiée                                         | Non qualifiée                                         | Non qualifiée                                         | Non qualifiée                                         | Non qualifiée                                         | Non qualifiée                                         | Non qualifiée                                         | 2/4               | 3                   | 2                   | 0                   | 1                   | 7                   | 4                   | 2/4                 | 3                   | 1                   | 2                   | 0                   | 9                   | 4                   |                     |                     |
| 2010         | Non qualifiée                                         | Non qualifiée                                         | Non qualifiée                                         | Non qualifiée                                         | Non qualifiée                                         | Non qualifiée                                         | Non qualifiée                                         | Non qualifiée                                         | 2/4               | 3                   | 1                   | 1                   | 1                   | 4                   | 3                   | 2/4                 | 3                   | 2                   | 0                   | 1                   | 3                   | 1                   |                     |                     |
| 2011         | Non qualifiée                                         | Non qualifiée                                         | Non qualifiée                                         | Non qualifiée                                         | Non qualifiée                                         | Non qualifiée                                         | Non qualifiée                                         | Non qualifiée                                         | 2/4               | 3                   | 2                   | 0                   | 1                   | 9                   | 4                   | 4/4                 | 3                   | 0                   | 0                   | 3                   | 3                   | 7                   |                     |                     |
| 2012         | Phase de groupes                                      | 3/4                                                   | 3                                                     | 1                                                     | 1                                                     | 1                                                     | 3                                                     | 2                                                     | 1/4               | 3                   | 2                   | 0                   | 1                   | 5                   | 5                   | 1/4                 | 3                   | 2                   | 1                   | 0                   | 8                   | 2                   |                     |                     |
| 2013         | Non qualifiée                                         | Non qualifiée                                         | Non qualifiée                                         | Non qualifiée                                         | Non qualifiée                                         | Non qualifiée                                         | Non qualifiée                                         | Non qualifiée                                         | 2/4               | 3                   | 2                   | 0                   | 1                   | 8                   | 2                   | 4/4                 | 3                   | 0                   | 1                   | 2                   | 3                   | 7                   |                     |                     |
| 2014         | Non qualifiée                                         | Non qualifiée                                         | Non qualifiée                                         | Non qualifiée                                         | Non qualifiée                                         | Non qualifiée                                         | Non qualifiée                                         | Non qualifiée                                         | 2/4               | 3                   | 2                   | 0                   | 1                   | 7                   | 2                   | 4/4                 | 3                   | 0                   | 1                   | 2                   | 1                   | 6                   |                     |                     |
| 2015         | Demi-finale                                           | 2/4                                                   | 5                                                     | 2                                                     | 2                                                     | 1                                                     | 6                                                     | 4                                                     | 1/4               | 3                   | 2                   | 0                   | 1                   | 7                   | 2                   | 1/4                 | 3                   | 2                   | 1                   | 0                   | 8                   | 0                   |                     |                     |
| 2016         | Quart de finale                                       | 2/4                                                   | 4                                                     | 1                                                     | 2                                                     | 1                                                     | 3                                                     | 2                                                     | 1/4               | 3                   | 2                   | 1                   | 0                   | 6                   | 2                   | 1/4                 | 3                   | 1                   | 2                   | 0                   | 1                   | 0                   |                     |                     |
| 2017         | Non qualifiée                                         | Non qualifiée                                         | Non qualifiée                                         | Non qualifiée                                         | Non qualifiée                                         | Non qualifiée                                         | Non qualifiée                                         | Non qualifiée                                         | 3/4               | 3                   | 1                   | 1                   | 1                   | 2                   | 1                   | 4/4                 | 3                   | 0                   | 0                   | 3                   | 1                   | 5                   |                     |                     |
| 2018         | Demi-finale                                           | 1/4                                                   | 5                                                     | 4                                                     | 0                                                     | 1                                                     | 10                                                    | 3                                                     | 1/4               | 3                   | 3                   | 0                   | 0                   | 8                   | 1                   | 2/4                 | 3                   | 1                   | 1                   | 1                   | 3                   | 3                   |                     |                     |
| 2019         | Quart de finale+ Play-off CM U17                      | 1/4                                                   | 5                                                     | 1                                                     | 3                                                     | 1                                                     | 6                                                     | 6                                                     | 1/4               | 3                   | 3                   | 0                   | 0                   | 9                   | 0                   | 1/4                 | 3                   | 3                   | 0                   | 0                   | 8                   | 2                   |                     |                     |
| 2020         | Annulé en raison de la pandémie de Covid-19 en Europe | Annulé en raison de la pandémie de Covid-19 en Europe | Annulé en raison de la pandémie de Covid-19 en Europe | Annulé en raison de la pandémie de Covid-19 en Europe | Annulé en raison de la pandémie de Covid-19 en Europe | Annulé en raison de la pandémie de Covid-19 en Europe | Annulé en raison de la pandémie de Covid-19 en Europe | Annulé en raison de la pandémie de Covid-19 en Europe | 1/4               | 3                   | 2                   | 1                   | 0                   | 17                  | 3                   | Annulé              | Annulé              | Annulé              | Annulé              | Annulé              | Annulé              | Annulé              |                     |                     |
| 2021         | Annulé en raison de la pandémie de Covid-19 en Europe | Annulé en raison de la pandémie de Covid-19 en Europe | Annulé en raison de la pandémie de Covid-19 en Europe | Annulé en raison de la pandémie de Covid-19 en Europe | Annulé en raison de la pandémie de Covid-19 en Europe | Annulé en raison de la pandémie de Covid-19 en Europe | Annulé en raison de la pandémie de Covid-19 en Europe | Annulé en raison de la pandémie de Covid-19 en Europe | Annulé            | Annulé              | Annulé              | Annulé              | Annulé              | Annulé              | Annulé              | Annulé              | Annulé              | Annulé              | Annulé              | Annulé              | Annulé              | Annulé              |                     |                     |
| 2022         | Phase de groupes                                      | 3/4                                                   | 3                                                     | 1                                                     | 1                                                     | 1                                                     | 4                                                     | 4                                                     | 2/4               | 3                   | 2                   | 0                   | 1                   | 5                   | 1                   | 2/4                 | 3                   | 2                   | 0                   | 1                   | 14                  | 2                   |                     |                     |
| 2023         | Non qualifiée                                         | Non qualifiée                                         | Non qualifiée                                         | Non qualifiée                                         | Non qualifiée                                         | Non qualifiée                                         | Non qualifiée                                         | Non qualifiée                                         | 1/4               | 3                   | 3                   | 0                   | 0                   | 10                  | 3                   | 4/4                 | 3                   | 0                   | 1                   | 2                   | 1                   | 7                   |                     |                     |
| 2024         | Non qualifiée                                         | Non qualifiée                                         | Non qualifiée                                         | Non qualifiée                                         | Non qualifiée                                         | Non qualifiée                                         | Non qualifiée                                         | Non qualifiée                                         | 2/4               | 2                   | 1                   | 0                   | 1                   | 4                   | 1                   | 2/4                 | 3                   | 1                   | 1                   | 1                   | 6                   | 7                   |                     |                     |
| 2025         | Demi-finale                                           | 2/4                                                   | 4                                                     | 1                                                     | 1                                                     | 2                                                     | 7                                                     | 7                                                     | 1/4               | 3                   | 3                   | 0                   | 0                   | 7                   | 3                   | 1/4                 | 3                   | 2                   | 1                   | 0                   | 5                   | 3                   |                     |                     |
| 2026 (en)    |                                                       |                                                       |                                                       |                                                       |                                                       |                                                       |                                                       |                                                       |                   |                     |                     |                     |                     |                     |                     |                     |                     |                     |                     |                     |                     |                     |                     |                     |
| 2027         |                                                       |                                                       |                                                       |                                                       |                                                       |                                                       |                                                       |                                                       |                   |                     |                     |                     |                     |                     |                     |                     |                     |                     |                     |                     |                     |                     |                     |                     |
| Total        | 8/21                                                  |                                                       | 36                                                    | 12                                                    | 14                                                    | 10                                                    | 50                                                    | 41                                                    |                   | 65                  | 43                  | 9                   | 13                  | 153                 | 54                  |                     | 57                  | 23                  | 15                  | 19                  | 94                  | 73                  |                     |                     |

### Parcours en Coupe du monde des moins de 17 ans

#### Moins de 16 ans (1985-1989)
| - 1985 : Non qualifiée - 1987 : Non qualifiée - 1989 : Non qualifiée |

#### Moins de 17 ans (depuis 1991)
| - 1991 : Non qualifiée - 1993 : Non qualifiée - 1995 : Non qualifiée - 1997 : Non qualifiée - 1999 : Non qualifiée - 2001 : Non qualifiée |  | - 2003 : Non qualifiée - 2005 : Non qualifiée - 2007 : Phase de groupes - 2009 : Non qualifiée - 2011 : Non qualifiée - 2013 : Non qualifiée |  | - 2015 : Demi-finale (3e) - 2017 : Non qualifiée - 2019 : Non qualifiee - 2023 : Non qualifiee - 2025 : Phase de groupes - 2026 : À venir |  | - 2027 : À venir - 2028 : À venir - 2029 : À venir |

## Joueurs emblématiques

### Joueurs les plus capés et meilleurs buteurs
| #   | Joueurs                | Période   | Capes | Buts |
| --- | ---------------------- | --------- | ----- | ---- |
| 1.  | Matthias Verreth       | 2013–2015 | 33    | 6    |
| 2.  | Wout Faes              | 2013–2015 | 27    | 0    |
| 3.  | Sven Dhoest            | 2009–2011 | 25    | 1    |
| 4.  | Lennerd Daneels (nl)   | 2013–2015 | 24    | 5    |
| 4.  | Christophe Janssens    | 2014–2015 | 24    | 1    |
| 4.  | Kino Delorge (nl)      | 2014–2015 | 24    | 0    |
| 7.  | Dennis Van Vaerenbergh | 2013–2015 | 23    | 9    |
| 8.  | Thomas Buffel          | 1995–1998 | 22    | 14   |
| 8.  | Killian Sardella       | 2017–2019 | 22    | 0    |
| 10. | Jorn Vancamp           | 2014–2015 | 21    | 4    |
| 10. | Jens Teunckens         | 2014–2015 | 21    | 0    |
| 12. | Benito Raman           | 2009–2010 | 20    | 6    |
| 12. | Dimitri Daeseleire     | 2006–2007 | 20    | 0    |

Note : Les joueurs en gras sont encore en activité chez les U17.
| #  | Joueurs                     | Période   | Buts | Capes | Moyenne |
| -- | --------------------------- | --------- | ---- | ----- | ------- |
| 1. | Thomas Buffel               | 1995–1998 | 14   | 22    | 0.64    |
| 2. | Kristof Aelbrecht           | 1996–1998 | 13   | 19    | 0.68    |
| 3. | Dennis Van Vaerenbergh      | 2013–2015 | 9    | 23    | 0.39    |
| 4. | Michaël Goossens            | 1989–1990 | 8    | 10    | 0.8     |
| 4. | Umberto Carvalho dos Santos | 2010–2011 | 8    | 15    | 0.53    |
| 4. | Michael Lallemand           | 2008–2010 | 8    | 18    | 0.44    |
| 7. | Zakaria Bakkali             | 2012–2013 | 7    | 12    | 0.58    |
| 7. | Kevin Mirallas              | 2003–2004 | 7    | 13    | 0.54    |
| 7. | Yorbe Vertessen             | 2017–2018 | 7    | 13    | 0.54    |

Note : Les joueurs en gras sont encore en activité chez les U17.

## Effectif actuel
Voici la liste des joueurs sélectionnés pour disputer la phase finale du Championnat d'Europe de football des moins de 17 ans 2025 disputé en Albanie du 19 mai au 1er juin.
Sélections et buts actualisés le 29 mai 2025 après la rencontre contre la France.

### Appelés récemment
Les joueurs suivants ne font pas partie du dernier groupe appelé mais ont été retenus en équipe U18 lors des 12 derniers mois.
Les joueurs qui comportent le signe , sont blessés au moment de la dernière convocation.
Les joueurs qui comportent le signe , sont suspendus au moment de la dernière convocation.
Les joueurs qui comportent le signe , ont dépassé la limite d'âge au moment de la dernière convocation.
| Pos. | Nom                    | Date de Naissance | Sél. | Buts | Club             | Depuis | Dernier appel                           |
| ---- | ---------------------- | ----------------- | ---- | ---- | ---------------- | ------ | --------------------------------------- |
| AT   | Gassimou Sylla         | 10 août 2008      | 9    | 4    | RSCA Futures     | 2024   | vs Pologne -17 ans, 25 mars 2025        |
| DF   | Wout Kapers            | 11 février 2008   | 5    | 0    | KRC Genk U18     | 2024   | vs Pologne -17 ans, 25 mars 2025        |
| ML   | Mohammed El Âdfaoui    | 28 février 2008   | 3    | 0    | Jong KAA Gent    | 2024   | vs Pologne -17 ans, 25 mars 2025        |
| ML   | Mory Kera              | 26 juin 2008      | 3    | 0    | Zébra Élites     | 2024   | vs Pologne -17 ans, 25 mars 2025        |
| ML   | N'famory Traore        | 21 avril 2008     | 7    | 0    | Standard U18     | 2024   | vs Angleterre -17 ans, 18 novembre 2024 |
| DF   | Jeremy Kandje Mbambi   | 4 mai 2008        | 3    | 0    | KAA Gent U18     | 2024   | vs Angleterre -17 ans, 18 novembre 2024 |
| ML   | Youssef Hamdaoui       | 20 mars 2008      | 5    | 1    | Royal Antwerp FC | 2024   | vs Ukraine -17 ans, 15 octobre 2024     |
| DF   | Javier Bares Fernandez | 2 janvier 2008    | 3    | 0    | KAA Gent U18     | 2024   | vs Ukraine -17 ans, 15 octobre 2024     |
| DF   | Aaron Ibrahim          | 2 août 2008       | 2    | 1    | Standard U18     | 2024   | vs Pays-Bas -17 ans, 10 septembre 2024  |